# Spaccatredici
Spaccatredici (anche Spacca13) è un format originale realizzato dalla casa di produzione Magnolia andato in onda per tre anni sulla televisione svizzera RSI LA1. Si tratta di un quiz di 40 minuti con tre concorrenti e un meccanismo a punti con eliminazione e gioco finale con 13 domande.

## Struttura del programma
Il quiz è strutturato in due manche con al termine un gioco finale. La prima manche è per conoscere i tre concorrenti singolarmente, questi devono rispondere a tre domande a scelta multipla, la seconda manche prevede che a turno due concorrenti si misurino contro il terzo, la terza manche prevede l'utilizzo del pulsante, è un gioco di velocità con domande aperte. Chi indovina guadagna punti e decide a chi toglierne, al termine di questa manche il concorrente con meno punti viene eliminato. La seconda manche è un testa a testa a domande aperte, chi vince si deve cimentare nel gioco finale, lo Spaccatredici, una raffica di 13 domande in 120 secondi con la possibilità di farsi aiutare per tre domande da un telespettatore in collegamento telefonico. In caso di en plein il concorrente si aggiudica il jackpot.
Il quiz è andato in onda per tre anni sotto la conduzione del giovane presentatore Matteo Pelli. È andata in onda anche una versione con concorrenti bambini (Spaccatredici Kids) e uno speciale Spaccatredici in prima serata, della durata di 2 ore.
Autori del format sono: Giorgio Gori, Francesca Canetta, Paolo Cucco.